# Troféu Kikito de Melhor Atriz

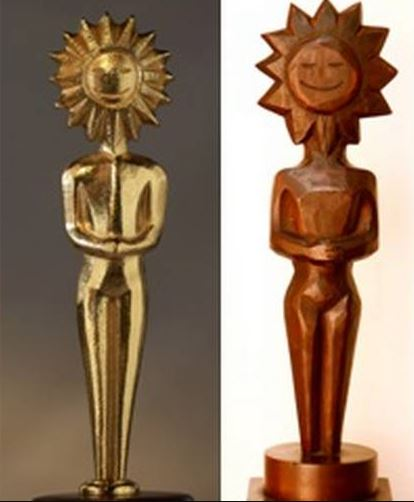
Kikito Bronze (Esq) - Imbuia (Dir)

O Troféu Kikito de Melhor Atriz  é um prêmio laureado a melhor atriz em um longa-metragem  concedido pelo Festival de Gramado desde 1973, sendo um dos principais prêmios do cinema brasileiro.
Marília Pêra, Marcélia Cartaxo, Priscilla Rozenbaum, Leandra Leal e Karine Teles são as atrizes mais premiadas, recebendo dois Kikitos.

## Lista de Vencedoras
- A lista a seguir conta com os nomes divulgados no site oficial do Festival de Gramado:

Fonte:

### Década de 1970
| Ano  | Atriz               | Personagem     | Filme                           |
| ---- | ------------------- | -------------- | ------------------------------- |
| 1973 | Darlene Glória      | Geni           | Toda Nudez Será Castigada       |
| 1974 | Tereza Rachel       | Brigite        | Amante Muito Louca              |
| 1975 | Ana Maria Magalhães | Maíra          | Uirá, um Índio em Busca de Deus |
| 1976 | Lílian Lemmertz     | Fraulein       | Lição de Amor                   |
| 1977 | Denise Bandeira     | Verônica       | À Flor da Pele                  |
| 1978 | Kátia d'Angelo      | Ana            | Barra Pesada                    |
| 1979 | Marlise Saueressig  | Jacobina Bentz | Os Mucker                       |

### Década de 1980
| Ano  | Atriz              | Personagem             | Filme                      | Ref.  |
| ---- | ------------------ | ---------------------- | -------------------------- | ----- |
| 1980 | Isabel Ribeiro     | Ana Maria              | Parceiros da Aventura      | [ 2 ] |
| 1981 | Sônia Braga        | Maria                  | Eu Te Amo                  | [ 2 ] |
| 1982 | Lucélia Santos     | Lucinha                | O Sonho Não Acabou         | [ 2 ] |
| 1982 | Lucélia Santos     | Luz del Fuego          | Luz del Fuego              | [ 2 ] |
| 1983 | Marília Pêra       | Ana                    | Bar Esperança              | [ 2 ] |
| 1984 | Débora Bloch       | Maria da Glória        | Noites do Sertão           | [ 2 ] |
| 1985 | Fernanda Torres    | Carula                 | A Marvada Carne            | [ 2 ] |
| 1986 | Marieta Severo     | Eunice                 | Com Licença, Eu Vou à Luta | [ 2 ] |
| 1987 | Betty Faria        | Dália                  | Anjos do Arrabalde         | [ 2 ] |
| 1987 | Marília Pêra       | Marta Brum             | Anjos da Noite             | [ 2 ] |
| 1988 | Carla Camurati     | Patrícia Galvão (Pagu) | Eternamente Pagu           | [ 2 ] |
| 1989 | Rosamaria Murtinho | Mulher                 | Primeiro de Abril, Brasil  | [ 2 ] |

### Década de 1990
| Ano  | Atriz            | Personagem       | Filme                            |
| ---- | ---------------- | ---------------- | -------------------------------- |
| 1990 | Esther Góes      | Stelinha         | Stelinha                         |
| 1991 | Marisa Orth      | Bárbara          | Não Quero Falar Sobre Isso Agora |
| 1991 | Eliana Fonseca   | Meg              | Não Quero Falar Sobre Isso Agora |
| 1992 | Marisa Paredes   | Becky del Páramo | Tacones lejanos                  |
| 1993 | Lumi Cavazos     | Tita             | Como agua para chocolate         |
| 1994 | Verónica Oddó    | Ana              | Golpes a mi puerta               |
| 1995 | Marie Gillain    | Nathalie         | L'appât                          |
| 1996 | Luciana Rigueira | Cida             | Quem Matou Pixote?               |
| 1997 | Eliane Giardini  | Lora Berg        | O Amor Está no Ar                |
| 1998 | Maria Izquierdo  | Manuela Seron    | Historias de fútebol             |
| 1998 | Elsa Toblete     | Elsira Meson     | Historias de fútebol             |
| 1999 | Denise Fraga     | Helena           | Por Trás do Pano                 |

### Década de 2000
| Ano  | Atriz                  | Personagem                                    | Filme                   |
| ---- | ---------------------- | --------------------------------------------- | ----------------------- |
| 2000 | Maria Zilda Bethlem    | Rose Soares Barbosa                           | Eu Não Conhecia Tururú  |
| 2000 | Daisy Granado          | Amanda                                        | Las profecías de Amanda |
| 2001 | Isabel Guéron          | Minolta                                       | Bufo & Spallanzani      |
| 2002 | Priscilla Rozenbaum    | Glorinha                                      | Separações              |
| 2003 | Maria Fernanda Cândido | Ana Clara                                     | Dom                     |
| 2004 | Ruth de Souza          | Maria Aparecida "Cida" (velha)                | As Filhas do Vento      |
| 2004 | Léa Garcia             | Maria da Ajuda "Ju" (velha)                   | As Filhas do Vento      |
| 2005 | Priscilla Rozenbaum    | Ana Laura Steiner                             | Carreiras               |
| 2006 | Mel Lisboa             | Cristiana                                     | Sonhos e Desejos        |
| 2007 | Ingra Lyberato         | Valéria                                       | Valsa para Bruno Stein  |
| 2008 | Leandra Leal           | Camila                                        | Nome Próprio            |
| 2009 | Vivianne Pasmanter     | Marialva, Roseli, Letícia, Moça do calendário | Quase um Tango          |

### Década de 2010
| Ano  | Atriz            | Personagem              | Filme                      |
| ---- | ---------------- | ----------------------- | -------------------------- |
| 2010 | Simone Spoladore | Roseli                  | Não Se Pode Viver sem Amor |
| 2011 | Karine Teles     | Bianca Ventura          | Riscado                    |
| 2012 | Fernanda Vianna  | Ana                     | O Que Se Move              |
| 2013 | Leandra Leal     | Karine                  | Éden                       |
| 2014 | Juliana Paes     | Fátima (Morena)         | A Despedida                |
| 2015 | Mariana Ximenes  | Josie                   | Um Homem Só                |
| 2016 | Andréia Horta    | Elis Regina             | Elis                       |
| 2017 | Maria Ribeiro    | Rosa Fabri Vasconcellos | Como Nossos Pais           |
| 2018 | Karine Teles     | Irene                   | Benzinho                   |
| 2019 | Marcélia Cartaxo | Pacarrete               | Pacarrete                  |

### Década de 2020
| Ano  | Atriz            | Personagem     | Filme             |
| ---- | ---------------- | -------------- | ----------------- |
| 2020 | Isabél Zuaa      | Catarina       | Um Animal Amarelo |
| 2021 | Glória Pires     | Lúcia Carvalho | A Suspeita        |
| 2022 | Marcélia Cartaxo | Maria          | A Mãe             |
| 2023 | Vera Holtz       | Virgínia       | Tia Virgínia      |